# Tigertailz
I Tigertailz sono un gruppo musicale heavy metal gallese, formatosi a Cardiff nel 1983. Furono una tra le band di spicco del glam metal britannico assieme ai Wrathchild. Ottennero un notevole successo nel Regno Unito soprattutto col loro secondo album Bezerk (1990) che scalò la Official Albums Chart con i singoli Love Bomb Baby e Heaven.

## Storia

### Gli esordi
La formazione originale comprendeva il fondatore chitarrista John Pepper e li bassista Pepsi Tate (Hugh Justin Smith), e il batterista Ian Welsh nel 1983. Poco dopo subentrò alla voce e seconda chitarra Phil Harling. Decisero di chiamarsi Stagefright, e registrarono una demo composta da due brani Finding Magic e Actress Lost In The Snow. Poco dopo decisero di cambiare nome in Tigertailz. Cominciavano i primi successi ma nel 1984 i singer Phil Harling lasciò la band e venne sostituito da Jim Dovey.
La band col nuovo singer registrò una demo, composta da tre brani All Wrapped Up, Just 4 One Night e High Tailin, ai The Enid's studios a Cambridge. Nella demo appariva il chitarrista Keith Tosh alla seconda chitarra che entrò a far parte della band.
Nel 1985 il chitarrista Tosh e il singer Dovey vennero cacciati, venne così arruolato alla voce Steevi Jaimz (Steven James), che aveva già militato in diversi gruppi locali.
Il quartetto realizzò la demo Shoot To Kill nel 1986 con una prima versione del brano Living Without You con Steve Pearce alla batteria.
Jaimz chiamò presto il batterista Ace Finchum (Stephen Finchum) che entrerà a far parte della band.
Nel 1987 producono l'EP Shoot To Kill, seguirono date in Gran Bretagna e anche alcune in Olanda e Germania.
Nel 1987 esce il primo full-length "Young and Crazy", da questo fu estratto il singolo "Livin Without You".
Steevi Jaimz tempo dopo venne cacciato dal gruppi per problemi con l'alcol e con la legge, e venne sostituito dal loro vecchio amico Kim Hooker.

### Il successo
Nel 1990 esce "Bezerk", riconosciuto come il migliore del gruppo. Dato il grande successo dell'album, parteciparono tour in Inghilterra e in Europa e verso la fine dell'anno al fianco degli UFO in occasione di un party organizzato dal giornale Metal Hammer all'Astoria di Londra. L'album guadagnò la 36ª posizione nella classifica britannica, dal quale vennero estratti tre singoli "Heaven", "Love Bomb Baby" e "Noise Level Critical". Il batterista John Lee registrò le tracce al posto di Finchum che era impossibilitato a partecipare alle registrazioni.
Nel 1991 seguirono altri tour europei con i Lizzy Borden ed un tour britannico con i Blue Bludd, poi la band sciolse il contratto con la Music for Nations per firmare con la Sony.
Nello stesso anno registraono il loro terzo album ai Rockfield Studios in Galles e ai Costa Mesa Studios in California ma le registrazioni vennero accantonate. Ace Finchum abbandonò la band e venne sostituito da Andy Skinner.
Il gruppo, cambiando nome in Wazbones, suonò qualche concerto mentre cercarono di ottenere i diritti per il terzo album. L'album Banzai! venne così realizzato sotto il nome di Wazbones in Giappone e conteneva cinque tracce dell'album ormai irrealizzato.
Tornarono sotto il nome di Tigertailz nel 1994 con il nuovo batterista Greg Haber, ed avendo ottenuto i diritti per l'album. Il disco infatti venne completamente registrato di nuovo e pubblicato nel 1995. Quell'anno Cy Danaher entrò nel ruolo di chitarrista sostituendo Pepper. Ace Finchum, invece militò per un breve periodo nella band dell'ex singer Steevi Jaimz, i Jaimz Gang. Il primo show dei Tigertailz del 1994 vedeva Simon Donahugh al posto di Jay Pepper. Anche Haber abbandonò lasciando il posto ad Andy Skinner. Quindi il gruppo intraprese un tour britannico nel primo 1995 di supporto ai Tyketto. Skinner poco dopo raggiungerà la band Van Damne.
Infine i Tigertaliz subirono un inevitabile declino causato dalle nuove tandenze del grunge partite da Seattle. Tate trovò lavoro come collaboratore in una tv inglese. Hooker continuò la carriera musicale con la band Stormcrow. Anche Ace Finchum proseguì la carriera in ambito musicale suonando in varie band come gli Aces High, Vanity Kills e Uk Killing Machine. Nel 2001 egli raggiungerà la storica NWOBHM band Angel Witch.

### Reunion
Nel 2003 sembrò fosse in corso una riunione dei Tigertailz. L'ex frontman Steevi Jaimz partecipò ad alcune audizioni tenute da Finchum per la recluta di nuovi membri mentre venne pubblicata la raccolta dei Tigertailz Original Sin nel 2003. Le nuove reclute annunciate furono i chitarristi Joolz Routen e Greg Russell ed il bassista Greg Wraith. I nuovi Tigertailz debuttarono a Nottingham al fianco degli Enuff Z'nuff il 24 agosto.
La band registrò una nuova traccia inedita intitolata "King Of The World" per la compilation della Perris Records Hollywood Hairspray III del 2004. Da questo periodo Jaimz, Finchum e Russell vennero raggiunti dai due nuovi chitarrista Darayus "Dee Zee" Kaye (ex Tattooed Love Boys, The Unloved) e Marcus Thurston (ex Strangefire, Siam). Questi due musicisti avevano avunto anche un'esperienza della band di Paul Di'Anno (ex Iron Maiden) dal nome di Killers.
In contemporanea sorse un'altra versione dei Tigertailz composta dal cantante Kim Hooker, il chitarrista Jay Pepper ed il bassista Pepsi Tate assieme al nuovo batterista Michael Hourihan. Dopo aver registrato la demo di "Demolition Mission", il nuovo album in studio dal titolo di Bezerk 2.0, venne pubblicato nel 2006.
La versione dei Tigertailz fronteggiata da Jaimz fu la prima ad annunciare l'attività live nel 2005, partecipando come headliner all'evento italiano Glam Attack festival a Torino in marzo. In maggio la Sanctuary Records ri-pubblicò i dischi Bezerk e Banzai. Pepsi Tate ri-disegnò le copertine di questi due dischi, che contenevano anche tracce bonus risalenti alle sessioni dei Wazbones.
La versione di Kim Hooker incluse una versione ri-registrata del brano "Dirty Needles" nella compilation della Perris Hollywood Hairspray IV. La formazione di Steevi Jaimz cominciò a progettare invece un nuovo album in collaborazione con il chitarrista dei Zan Clan Chris Laney. I Tigertailz di Steevi Jaimz videro un cambio di ruoli: Greggz "Karnage" Russell coprì il ruolo di chitarrista, Thurston lasciò la band mentre Darayuz Kaye divenne bassista. Russell anche alla serie tv Plastic Surgery Ruined My Wife.
I Tigertailz di Hooker arruolarono il nuovo batterista Matt Blackout, e supportarono i Brides of Destruction in Germania.
La versione di Kim Hooker firmò per la Demolition Records nel gennaio 2006. In settembre i progressi vennero interrotti quando Pepsi Tate cominciò a riscontrare alcuni problemi al pancreas. Glen Quinn dei City Kidds lo sostituì per alcuni live show.
Dopo aver perso la causa, i Tigertailz di Steevi Jaimz, la band si sciolse e lo stesso Jaimz pubblicò un disco solista nel gennaio 2007.
In marzo i Tigertailz firmano per la Sanctuary Records per l'uscita del nuovo album Thrill Pistol. Questo venne realizzato con un bonus cd contenente il disco Wazbones. Tragicamente, il bassista Pepsi Tate perse la sua battaglia contro il cancro al pancreas alle 10:30 di mattina di martedì 18 settembre 2007, in un ospedale di Penarth, Cardiff. Aveva 42 anni.
In ottobre e novembre la band supporterà i Y&T.

## Formazione

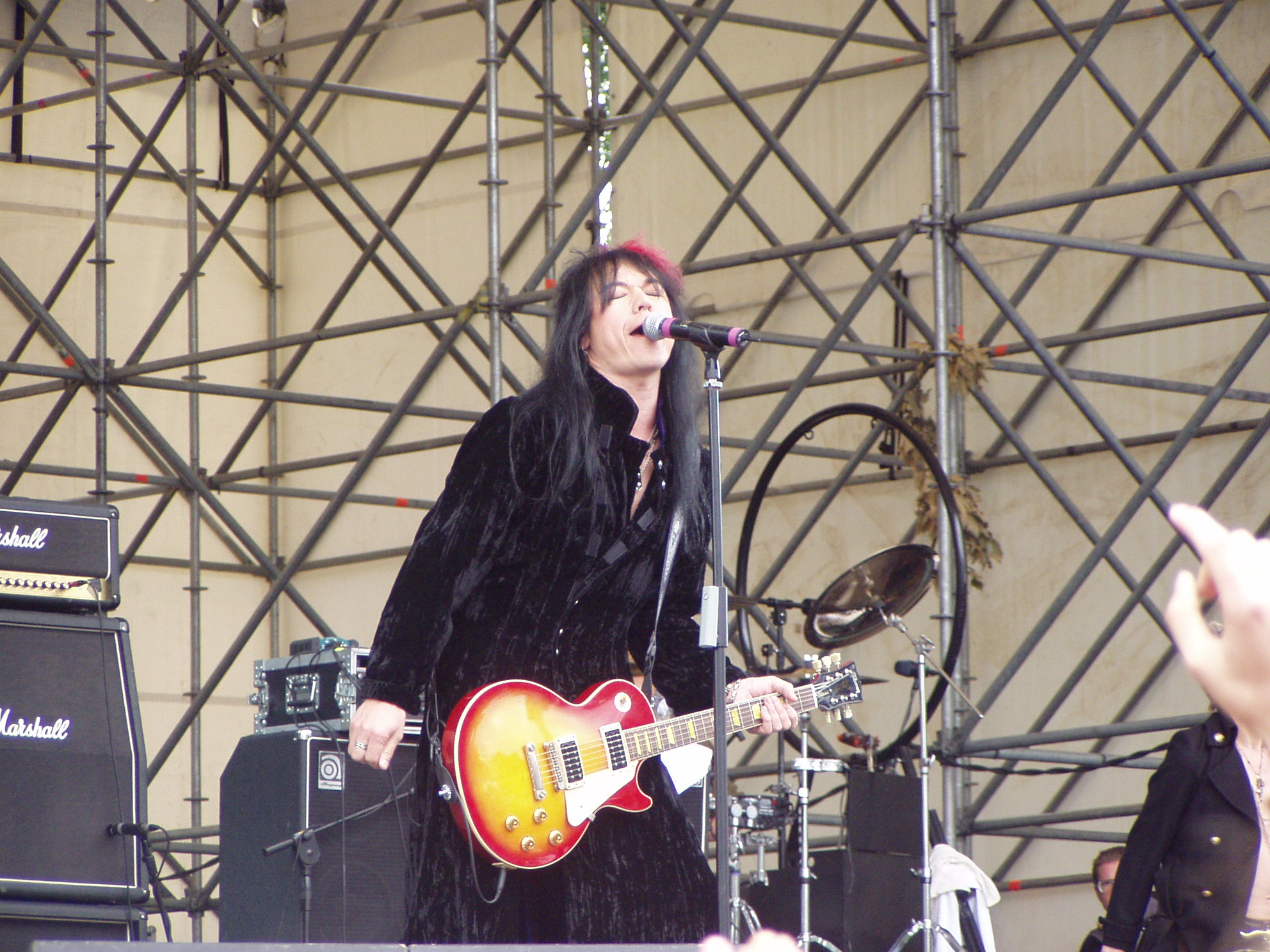
Kim Hooker

### Formazione attuale
- Jules Millis - voce, chitarra
- Jay Pepper - chitarra
- Rob Wyld - chitarra
- Jason Sims - basso
- Ace Finchum - batteria

### Ex componenti
- Kim Hooker - voce
- Phil Harling - voce
- Jim Dovey - voce
- Steevi Jaimz - voce
- Ian Welsh - batteria
- Keith Tosh - chitarra
- Steve Pearce - batteria
- John Lee - batteria (solo in Bezerk)
- Mic Hourihan - batteria
- Ace Finchum - batteria
- Andy Skinner - batteria
- Greg Haber - batteria
- Cy Danaher - chitarra
- Simon Donahugh - chitarra
- Joolz Routen - chitarra [Steevi Jaimz Tigertailz]
- Greg Russell - chitarra [Steevi Jaimz Tigertailz]
- Greg Wraith - basso [Steevi Jaimz Tigertailz]
- Darayus Kaye - chitarra, basso [Steevi Jaimz Tigertailz]
- Marcus Thurston - chitarra [Steevi Jaimz Tigertailz]
- Greggz Russell - chitarra [Steevi Jaimz Tigertailz]
- Michael Hourihan - batteria
- Matt Blackout - batteria
- Pepsi Tate - basso (R.I.P.)

### Turnisti
- Glen Quinn - basso

## Discografia

### Album in studio
- 1987 - Young and Crazy
- 1990 - Bezerk
- 1991 - Banzai!
- 1995 - Wazbones
- 2006 - Bezerk 2.0
- 2007 - Thrill Pistol

### Live
- 1996 - You Lookin'at Me? The Best of Tigertailz Live!

### Raccolte
- 2003 - Original Sin